# Schloss Gessenberg

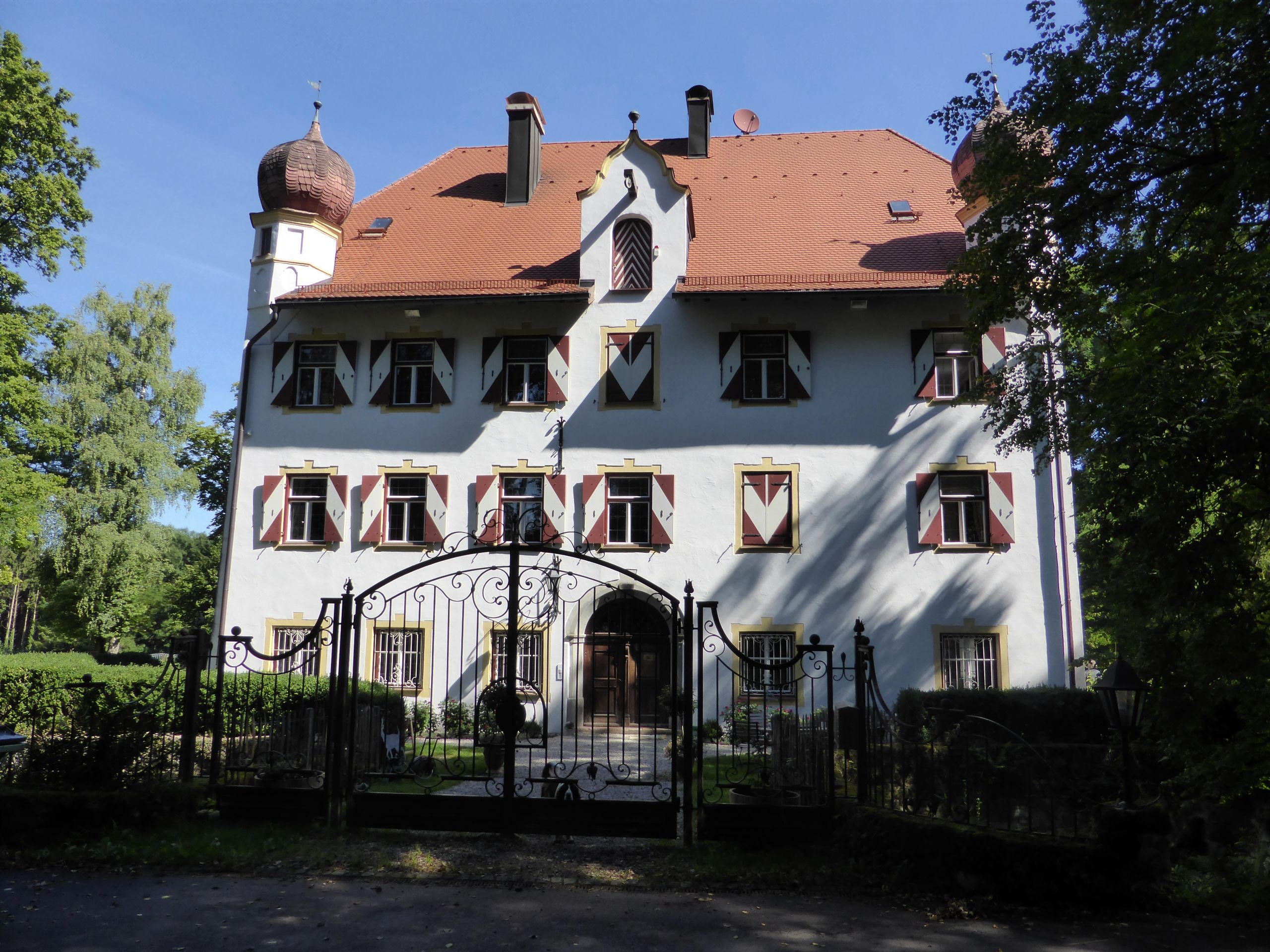
Schloss Gessenberg

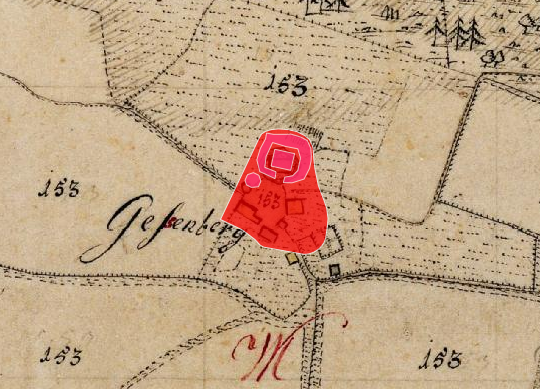
Lageplan von Schloss Gessenberg auf dem Urkataster von Bayern

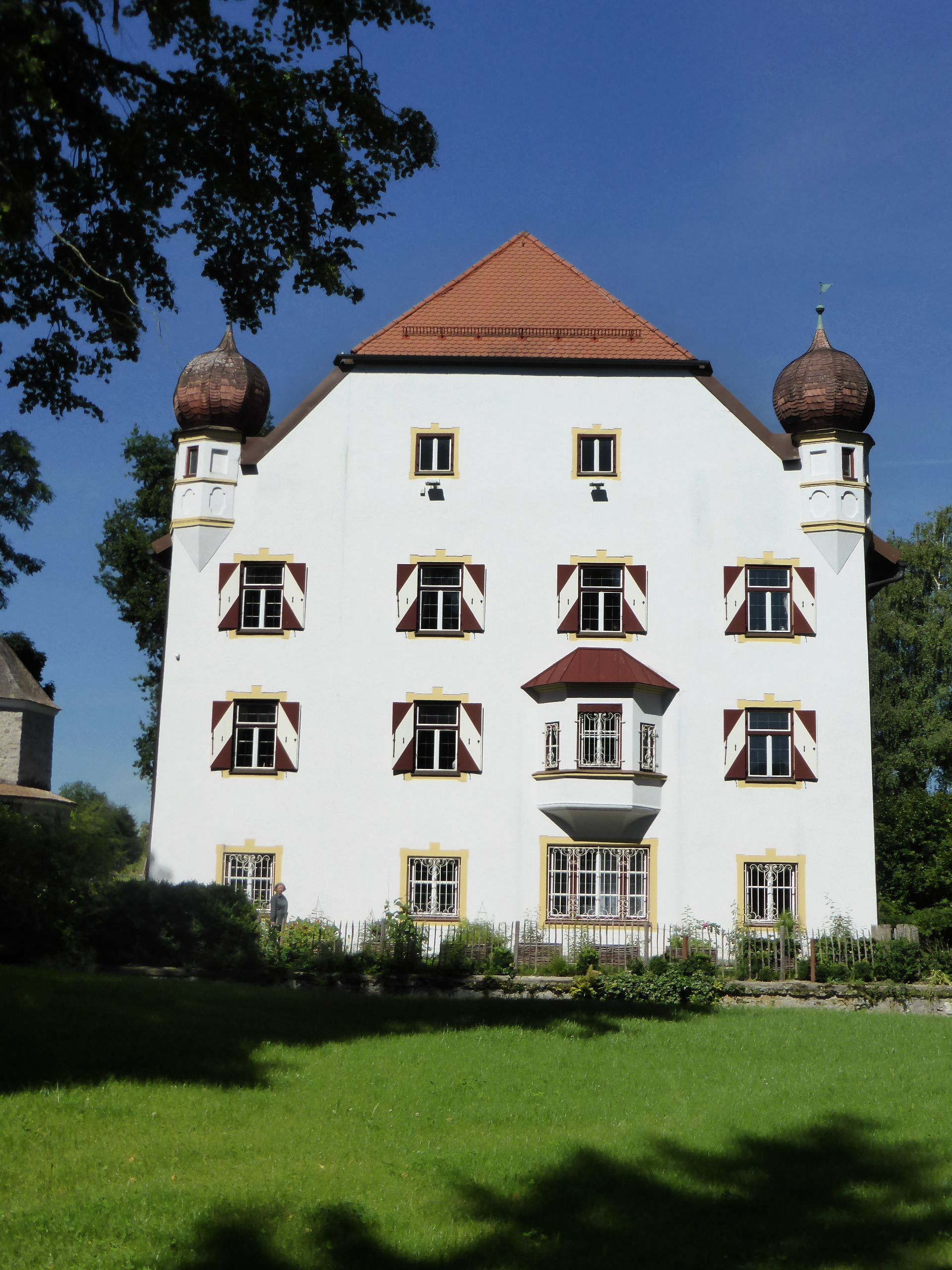
Schloss Gessenberg

Das Schloss Gessenberg liegt in Gessenberg, einem Ortsteil der Gemeinde Waging am See im Landkreis Traunstein von Bayern (Gessenberg 4). Die Anlage ist unter der Aktennummer D-1-89-162-46 als denkmalgeschütztes Baudenkmal von Gessenberg verzeichnet. Ebenso wird sie als Bodendenkmal unter der Aktennummer D-1-8042-0207 im Bayernatlas als „untertägige mittelalterliche und frühneuzeitliche Befunde im Bereich von Schloss Gessenberg und seines Vorgängerbaus mit Schlosskapelle Mariä Himmelfahrt und zugehörigem Wirtschaftshof“ geführt.

## Geschichte
Ein Chonradus de Gozzenberch wurde vor 1200 unter den Ministerialen des Grafen Konrad von Plain genannt. Im 13. und 14. Jahrhundert traten weitere Träger dieses Namens auf, wobei die Zuordnung unsicher ist. Spätestens Ende des 14. Jahrhunderts hat es eine bayerische und eine salzburgische Linie dieser Familie gegeben, wobei die bayerische sich Gesselberger zu Altenham nannten. Diese stellte durch drei Generationen die Klosterrichter von Baumburg und wurden dann herzögliche Zöllner, Landrichter und Pfleger. In der salzburgischen Ladungsliste zur Landtafel von 1473 wurden Hans Gessenberger und sein Bruder genannt, 1494 aber nicht mehr. 1558 erlosch die Familie der Gessenberger mit dem Chorherren Gabriel Gessenberger (Stifter des Hochaltars von Rabenden).
Der freieigene Hof Gessenberg wurde 1496 an Jakob Auer von Winkel bei Grabenstätt verkauft. Dieser Jakob nannte sich 1496 erstmals zu Gössenperg, als salzburgischer Landmann kam er erstmals 1525 auf die Landtafel des Erzbischofs Matthäus Lang. Die Auer von Winkel zu Gessenberg erwarben 1712 mit Franz Anton und Franz Rochus von Auer den Titel Freiherr zu Gold von Lampoding (ihre Mutter war eine Gold von Lamprechting und deren Bruder der letzte der Familie). 1605 kauften die Auer von Sigmund Graf Lamberg das salzburgische Ritterlehen Gastag. Aus beiden Besitzungen wurde 1658 der Fideikommiss Gessenberg errichtet. Ab Mitte des 17. Jahrhunderts wurde Gessenberg zu einem Schloss umgebaut. Der letzte der Auer war Hieronymus Franz († 1836), Präsident des Stadt- und Landgerichtes in Salzburg. Erbe von Schloss und Kapelle Gessenberg sowie von Gastag wurde die Familie seiner Schwester, verheiratet mit einem Freiherr von Imhof. 1848 wurden beide Güter verkauft und 1851 wurde das Gut Gasteig aufgeteilt. Seit 1853 ist Gessenberg kein Adelssitz mehr, seither kam es zu einem häufigen Besitzerwechsel. Von 1946 bis 1974 diente das Schloss als Altenheim für Geflüchtete und Vertriebene (Emil und Hermine Lang führten das Altenheim, die Trägerschaft lag beim damaligen Landratsamt Laufen). 1999 wurden größere Sanierungsmaßnahmen durchgeführt; heute ist das Schloss in Privatbesitz und nicht öffentlich zu besichtigen.

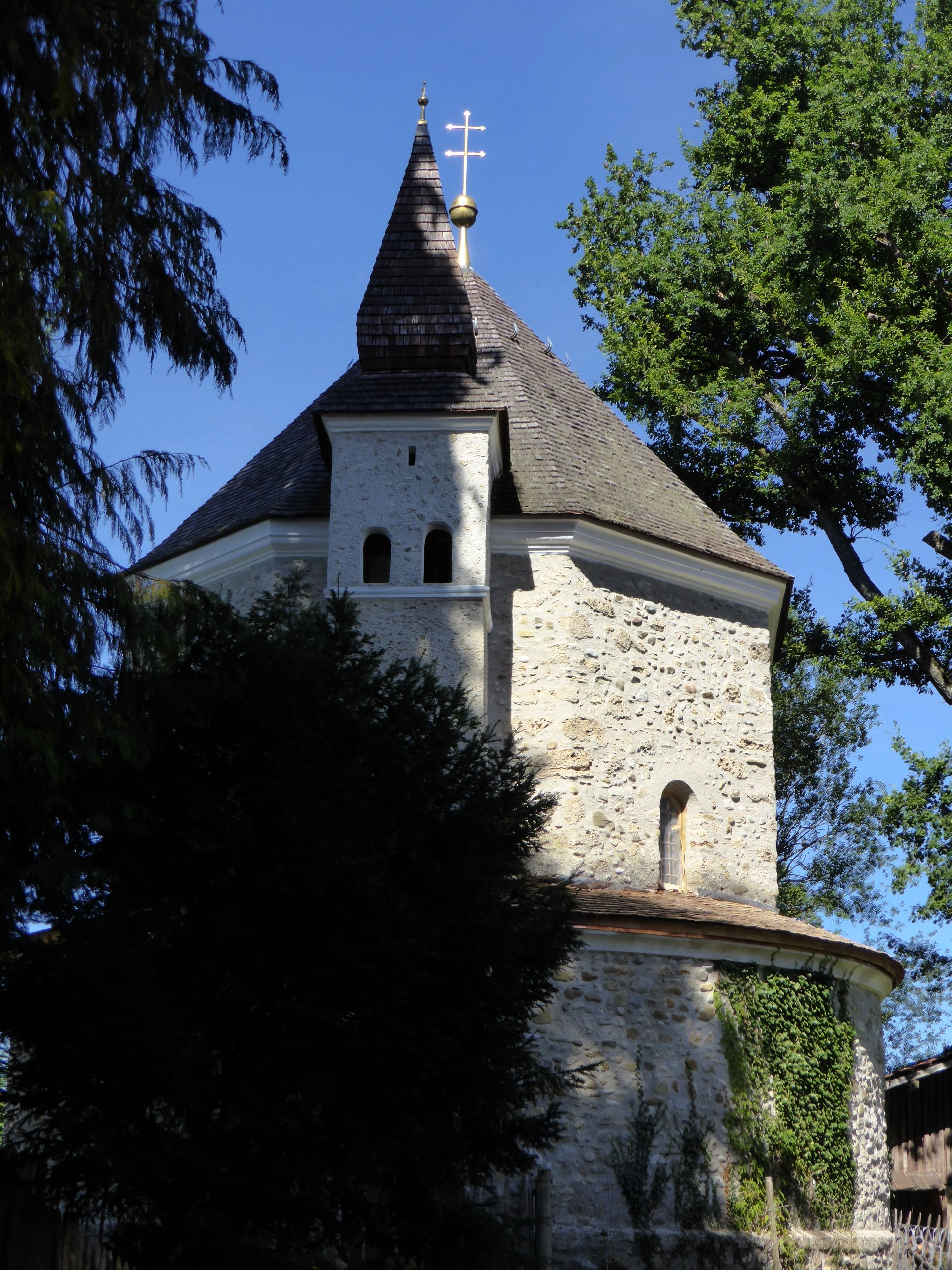
Schlosskapelle St. Mariä Himmelfahrt

## Schloss Gessenberg heute
Das Schloss ist eine dreigeschossige Anlage mit Halbwalmdach und auffallenden rotweißen Fensterläden. An den Ecken befinden sich Erkertürmchen mit jeweils einer Zwiebelhaube. Das Gebäude wurde im 17. Jahrhundert über älteren Teilen erbaut und 1887 historisierend überformt. Das Schloss ist mit einer mittelalterlichen Ringgrabenanlage versehen.
Zum Schloss gehörte auch die 1664 errichtete Marienwallfahrtskirche Gessenberg, die nach dem Vorbild der Altöttinger Gnadenkapelle mit einer Predigtestrade über dem Eingang von 1664 versehen ist. Hierher führte eine nun erstorbene Wallfahrt, das Gnadenbild wurde aus der Kirche entfernt.